# Каникаєво
Каника́єво (рос. Каныкаево, башк. Ҡаныҡай) — село у складі Біжбуляцького району Башкортостану, Росія. Входить до складу Біккуловської сільської ради.
Населення — 360 осіб (2010; 427 в 2002).
Національний склад:
- башкири — 93 %